# Шајд (Ајфел)
Шајд (њем. Scheid) општина је у њемачкој савезној држави Рајна-Палатинат. Једно је од 109 општинских средишта округа Вулканајфел. Према процјени из 2010. у општини је живјело 127 становника. Посједује регионалну шифру (AGS) 7233237.

## Географски и демографски подаци
Шајд се налази у савезној држави Рајна-Палатинат у округу Вулканајфел. Општина се налази на надморској висини од 590 метара. Површина општине износи 5,5 km². У самом мјесту је, према процјени из 2010. године, живјело 127 становника. Просјечна густина становништва износи 23 становника/km².